# Сэгоэ, Кэнсаку
Кэнсаку Сэгоэ (яп. 瀬越憲作 Кэнсаку Сэгоэ, 1 января 1889 года — 27 июля 1972 года) — японский го-профессионал 9 дана, судья в знаменитой партии атомной бомбы.

## Биография
Кэнсаку Сэгоэ стал профессиональным игроком в 1909 году в возрасте 20 лет, получил 8 профессиональный дан в 1942 году, а позже стал 9 почётным даном. У Сэгоэ никогда не было учителя. Учениками Сэгоэ были Го Сэйгэн, Утаро Хасимото и Чо Хунхён. Кэнсаку Сэгоэ судил исторический матч, получивший название Партия атомной бомбы. В 1945 году после крупного конфликта в Нихон Киин Сэгоэ практически перестал появляться в соревнованиях.
27 июля 1972 года Кэнсаку Сэгоэ покончил жизнь самоубийством; по одной из версий из-за того, что его ученику Чо Хунхёну пришлось вернуться в Корею для прохождения службы в армии, согласно другой версии причиной стала тяжёлая болезнь.
Кэнсаку Сэгоэ является автором книг Энциклопедия Тэсудзи (2 тома; в соавторстве с Го Сэйгэном) и Пословицы Го.